# Проказине
Прока́зине — село в Україні, у Старобільській міській громаді Старобільського району Луганської області. Населення становить 260 осіб. Колишній орган місцевого самоврядування — Лиманська сільська рада. Селом тече річка Біла, права притока Айдару (басейн Сіверського Дінця).

## Історія
Проказине – на цих землях жив Проказин, сотник.
Проказине – село, входить до складу Лиманської сільської ради.
Розташоване за 2 км від с. Лиман. Площа населеного пункту – 196 га. Населення- 204 особи. Кількість дворів – 104. Село засноване у 1758 році. У селі виявлено неолітичне поселення, а також у селах Бутківка, Балакирівка, Лиман знаходяться кургани і чотири поселення епохи бронзи, одне – скіфського часу, два поселення і два могильники салтовської культури.